# Legado apostólico

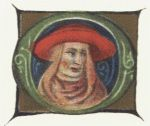
Miniatura de un legado apostólico en los Decretales de Bonifacio VIII (1294-1303). British Museum, 23923.

Un legado apostólico, también llamado legado pontificio o legado papal (del latín legatus, cargo militar del Imperio romano) es un representante personal del papa de la Iglesia católica en naciones extranjeras o para alguna misión especial. Tiene poderes sobre asuntos referentes a la fe católica y para decidir en temas eclesiásticos.
Tradicionalmente es nombrado directamente por el papa con una misión concreta, al contrario que el nuncio apostólico, que es el embajador ordinario de la Santa Sede. Históricamente han sido nombrados legados para asumir el liderazgo en nombre de la Iglesia en concilios ecuménicos, cruzadas o acciones contra grupos heréticos, como los cátaros durante la cruzada albigense.

## Nombramiento
El Código de Derecho Canónico de 1983 indica:

Romano Pontifici ius est nativum et independens Legatos suos nominandi ac mittendi sive ad Ecclesias particulares in variis nationibus vel regionibus, sive simul ad Civitates et ad publicas Auctoritates, itemque eos transferendi et revocandi, servatis quidem normis iuris internationalis, quod attinet ad missionem et revocationem Legatorum apud Res Publicas constitutorum.
El Romano Pontífice tiene derecho nativo e independiente de nombrar a sus propios Legados y enviarlos tanto a las Iglesias particulares en las diversas naciones o regiones como a la vez ante los Estados y Autoridades públicas; tiene asimismo el derecho de transferirlos y hacerles cesar en su cargo, observando las normas del derecho internacional en lo relativo al envío y cese de los Legados ante los Estados.
Codex Iuris Canonici (Can. 362)

## Tipos
A lo largo de la historia, han existido diferentes tipos de legados papales, con distintas funciones y poderes:
- Legatus Apostolicus (conocido en castellano por Delegado Apostólico), representante de la Santa Sede en naciones con las que no mantiene relaciones diplomáticas. Sirve como enlace entre la Santa Sede y la Iglesia local. Cuando se regulan las relaciones diplomáticas, es sustituido por el nuncio apostólico.
- Legatus a Latere, literalmente «legado al lado (del papa)». Se refiere a ciertos personajes históricos que fueron considerados consejeros y confidentes especiales del pontífice. Generalmente atribuido a cardenales, siempre de forma excepcional y por poco tiempo.
- Legatus Natus, literalmente «legado desde el nacimiento», es decir, no nombrado expresamente, pero sí ex officio en virtud del cargo ocupado. Generalmente se aplica a obispos con el cargo de legado incluido entre las responsabilidades de su sede.
- Legatus Missus, literalmente «legado en misión», enviado para ejecutar una tarea específica.
- Legatus guvernamentalis, nombre recibido por los gobernadores con autoridad civil de los antiguos Estados Pontificios, cargo generalmente atribuido a cardenales.

### Individuales
1. ↑  Código de Derecho Canónico en el sitio web de la Santa Sede